# Stronghold: Crusader
Stronghold: Crusader, udgivet den 31. juli 2002, er efterfølgeren til Firefly Studios's 2001 real-time strategi videospil Stronghold. Crusader har meget til fælles med den oprindelige Stronghold, men adskiller sig fra sin forgænger i det faktum, at spillet ikke længere ligger i en Europa, i stedet blive sat i Mellemøsten i løbet af korstogene. Crusader er det mest populær af spilene i Storenghold serien. Spillet har siden hen også fået en efterfølger som er Stronghold Crusader II.

## Gameplay
Spillet ligner det oprindelige Stronghold , den store forskel er, at spillet er sat i Mellemøsten . Som følge heraf kan bedrifter kun bygges på oase græs, hvilket fører til rivalisering blandt spillere for begrænset landbrugsjord og ressourcer. Spillet tilføjer nye AI-modstandere (antallet afhænger af versionen af spillet) og flere nye arabiske enheder, der kan købes fra en lejesoldatpost. Farven på spillerens enheder er også blevet ændret fra blåt til rødt for at matche farverne på Tempel ridderne.

## Kampagner
Stronghold Crusader har flere realtidsstrategiske kampagnestrenge. Disse dokumenterer første, anden og tredje korstog samt konflikter inden for de enkelte korsfarerstater. Hver kampagne består af flere kampe, såsom Nicaea, Heraclea, belejring af Antioch, Krak des Chevaliers og belejring af Jerusalem. Spillet indeholder også Crusader Trail, en serie på 50 sammenhængende missioner mod forskellige modstandere.